# 魁星旗争奪全国高校剣道大会
魁星旗争奪全国高校剣道大会（かいせいきそうだつぜんこくこうこうけんどうたいかい）は、秋田県剣道連盟、秋田魁新報社、秋田県高等学校体育連盟が主催する、高等学校剣道の全国大会である。
男女それぞれの大会があり、正式名称は、男子大会が「魁星旗争奪全国高校勝抜剣道大会」、女子大会が「魁星旗争奪全国高校女子剣道大会」である。

## 大会内容
毎年3月下旬に、男子大会と女子大会が並行して開催される
- 「魁星旗争奪全国高校勝抜剣道大会」（男子大会）　第1回開催は1972年
- 「魁星旗争奪全国高校女子剣道大会」（女子大会）　第1回開催は1985年

ただし、主催者の一つである秋田魁新報社自身、男女共通で「魁星旗争奪全国高校剣道大会」の名称を使用することが多い。

### 参加校
男子・女子ともオープン参加となっている。すなわち地方予選が一切なく、基本的に日本全国どの高校も実施要項に従って手続きを行うことで、1校1チームで自由に参加することが出来る。ただし2021年は秋田県内のみ出場が認められている。
日本全国の高等学校の参加を認めており、東日本からの参加に留まらず、過去に何度か優勝しているPL学園高校や九州学院高校など西日本からの参加校もある。

### 開催場所
秋田県秋田市にある秋田県立武道館で開催される。かつては、秋田市立体育館で開催されていた。

### 優勝校が無かった年
2003年（平成15年）、男子第32回大会、女子第19回大会は、大会が途中で中止されたため優勝校が決定することは出来なかった。これは、大会2日目に選手等に配られた弁当によって食中毒が発生し、最終日が開催できなかったことによるもの。 また2011年には東日本大震災の影響を受け中止となった。2020年には新型肺炎の影響を受け中止となった。